# Sauherads kommun
Sauherads kommun (norska: Sauherad kommune) var en kommun i Telemark fylke i södra Norge. Kommunens centralort var Akkerhaugen.
Den 1 januari 2020 slogs kommunen samman med Bø kommun och bildade Midt-Telemarks kommun.